# البث الإذاعي في ليبيا
يرجع إنشاء أول إذاعة في ليبيا إلى عام 1957 تاريخ إطلاق ثلاث محطات في كل من طرابلس وبنغازي والبيضاء. وفي نفس السنة عام 1957 أسست مؤسسة الإذاعة والتلفزيون الليبية للإشراف على القطاع، وفي عام 1968 أفتتحت أول قناة ليبية للتلفزيون.